# NSU Ro 80
Az NSU Ro 80 egy felsőkategóriás autó, melyet a nyugatnémet NSU Motorenwerke gyártott 1967 és 1977 között.  A kizárólag négyajtós szedán karosszériával készült kocsi könnyedén felismerhető a Claus Luthe által tervezett áramvonalas formatervéről. Legkomolyabb jellegzetessége a hajtáslánca, mely egy 113 lóerős (84 kW), 995 cm³-es, kétforgótárcsás Wankel-motorból és egy innovatív vákuumos rendszerű félautomata sebességváltóból áll.
A Ro 80-t 1968-ban az Év Autójának választották.

## Futómű
A hajtásláncon kívül a Ro 80 futóműve is tartalmazott jelentős újításokat és említésre méltó megoldásokat. A kocsit négy darab ATE Dunlop tárcsafékkel szerelték, a négytárcsafékes megoldás akkoriban főképp sport- és luxusautókon volt megszokott. További érdekesség, hogy a rugózatlan tömeg csökkentése érdekében az első féktárcsák a kerékagy helyett a sebességváltó háza mellett kaptak helyet. A kocsi független felfüggesztéssel készült, előre MacPherson rugóstagok, hátulra ferde háromszög-lengőkaros rendszer került. A kormánymű a ZF által készített fogasléces, szervós egység volt, hasonlóan a mai autók többségében alkalmazott kormányművekhez.

## Sebességváltó
A Ro 80 háromsebességes sebességváltóval és automata tengelykapcsolóval készült. Utóbbi azt jelentette, hogy nem volt tengelykapcsoló-pedál, helyette a váltógomb megérintésekor működésbe lépett egy elektromos kapcsoló, ami a vákuumos rendszer aktiválásával szétkapcsolta a kuplungot. A fokozatok a hagyományos "H-séma" szerint voltak kapcsolhatók a sebességváltókarral.

## Formaterv
A formatervet Claus Luthe készítette, aki vezető tervező volt az NSU-nál, majd később a BMW-nél. Az autó külseje annyira modernnek számított, hogy több ipari és tervezői kiállításon is bemutatták. A nagy üvegfelületek előrevetítették azt a tervet, melyet például a Citroën is követett az 1970-es években. Az áramvonalas forma miatt a kocsi légellenállási együtthatója mindössze 0,355 volt, ami akkoriban nagyon jó értéknek számított, és nagyban hozzájárult ahhoz, hogy akár a 180 km/h-s sebességet is képes volt elérni. Később az 1982-ben bemutatott harmadik generációs Audi 100 áramvonalasságát is a Ro 80-hoz hasonlították.

## Belsőtér
A Ro 80 szövet üléskárpittal, PVC tetőkárpittal és szőnyegborítású padlóval készült. Gyári extraként rendelhetők voltak bőr ülések is, de csak kevés ilyen példány készült.

## Módosítások az évek során
Az évek során a vállalat a rendelkezésére álló korlátozott anyagi erőforrásait elsősorban a Wankel-motor megbízhatóságának fejlesztésére költötte. A legtöbb figyelmet az égésterek lezárására szolgáló csúcstömítésekre fordította. A motor egyik sajátossága volt, hogy kellő odafigyelés nélkül gyorsan és csendesen olyan magas fordulatszám-tartományokat ért el, melyek több kulcsfontosságú alkatrészt is károsíthattak. Minden Ro 80-on az alapfelszereltség része volt a fordulatszámmérő, de az 1971-es modellekbe már egy hangjelző is került, mely túl magas fordulatszám esetén figyelmeztette a vezetőt.
Egyéb szempontokból a Ro 80 a gyártási periódus alatt meglehetősen kevés változtatáson esett át. 1969 szeptemberétől a hagyományos szögletes fényszórók helyét halogénes ikerfényszórók vették át, a C-oszlopra pedig szellőzőnyílások kerültek. 1970 augusztusában az addigi fém hűtőrácsot műanyagra cserélték, majd 1975 májusában egy minimális facelift keretében a hátsó lámpák nagyobbak lettek, és gumibetétek kerültek a lökhárítókba, melyek 15 mm-rel megnövelték a karosszéria hosszát.

## Megbízhatatlanság

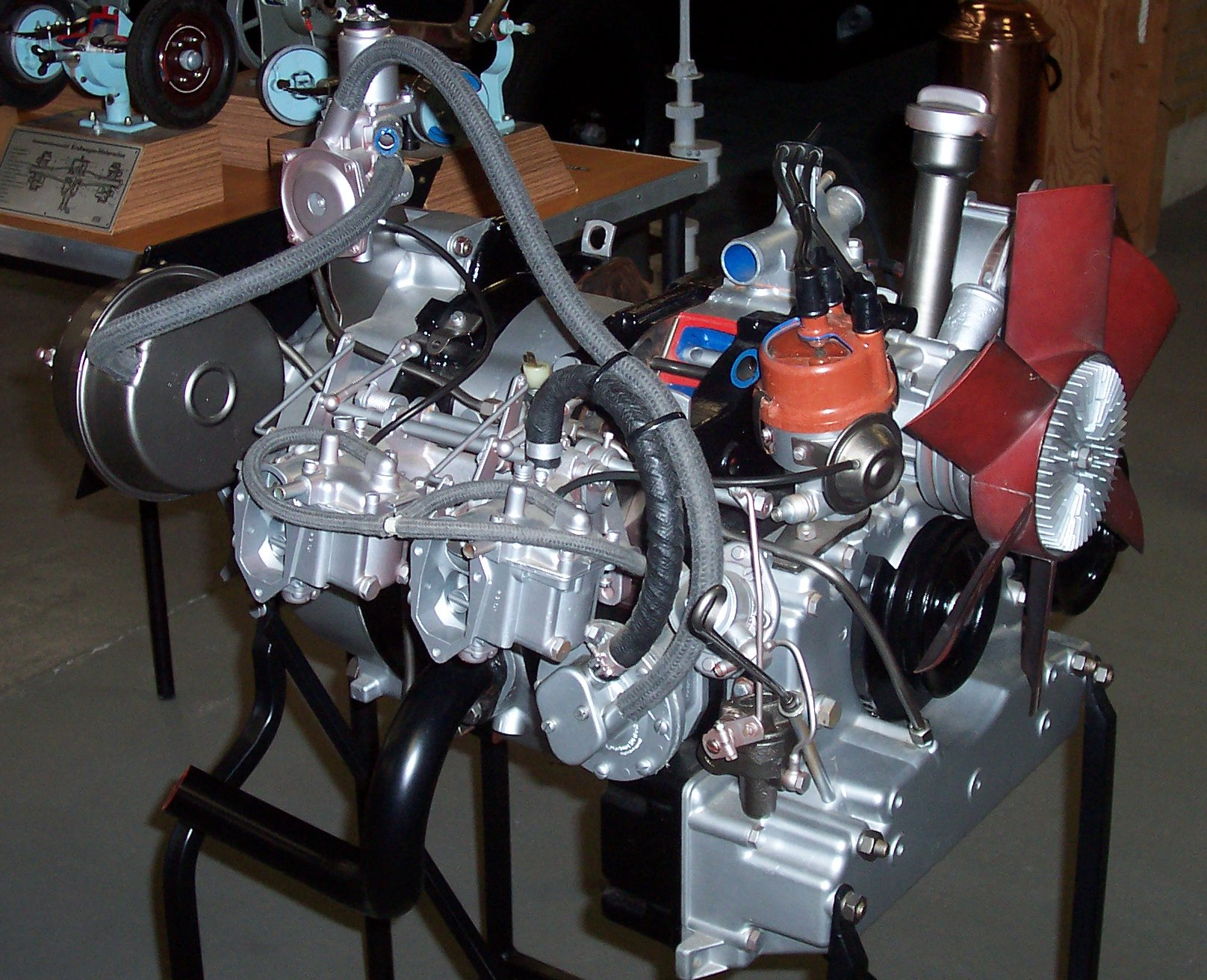
A Ro 80 Wankel-motorja

Az autó már pályafutása elején hírhedtté vált megbízhatatlanságáról. A több kisebb probléma közül magasan kiemelkedett a motor konstrukciós hibája, ami miatt sok modellen már 24 ezer km után egyre súlyosbodó problémák jelentkeztek, a korai változatoknál pedig nem volt ritka az 50 ezer km utáni teljes motorfelújítás. A fő problémát az jelentette, hogy a három részből álló csúcstömítések minden alkatrésze ugyanabból az anyagból készült, ami azért volt súlyos hiba, mert az indítás utáni hideg üzem során a középső rész erősebb kopásnak volt kitéve, mint a szélső részek, így egy idő után a kikopó középrészek miatt a tömítés összenyomódott, így megszűnt az égéstér tömítettsége. A tömítések áttervezése jelentette ideiglenes megoldás után a titán-karbid középrész oldotta meg véglegesen a problémát.
A kocsi piaci helyzetét tovább rontotta, hogy a Wankel-motor magas, 13-16 l/100 km körüli átlagfogyasztást produkált, valamint nagyon kevés olyan szerelő volt, aki értett a Wankel-motorokhoz. Az 1970-es modellévre a megbízhatósággal kapcsolatos problémákat sikerült teljesen megoldani, de a nagyvonalú garanciaprogram és az autó rossz megítélése aláásta az NSU anyagi helyzetét. A gyárat 1969-ben felvásárolta a Volkswagen, és egyesítette az Auto Unionnal. Később ebből az egyesülésből jött létre a ma ismert Audi.

## Alternatív motor
A Hurley Engineering Company alternatív megoldást kínált azoknak a brit tulajdonosoknak, akiknek az autójában teljesen tönkrement a Wankel-motor. Egy nyomatékváltó-adapterlemezzel és néhány egyéb alkatrésszel lehetővé tették egy Ford Essex V4 motor beszerelését a kocsiba. Ez volt az egyetlen olyan motor, mely elég rövid volt ahhoz, hogy a karosszéria módosítása nélkül elférjen a motortérben. Attól függően, hogy milyen modellből származott, ezek a motorok kétféle olajteknővel, szíjtárcsára vagy a vezérműházra szerelt hűtőventilátorral és kétféle hengerűrtartalommal álltak rendelkezésre, és volt egy alacsony sűrítési arányú változat is, mely rosszabb minőségű üzemanyaggal is képes volt üzemelni. A V4-es és a Wankel-motor kifinomultsága összehasonlíthatatlan volt, de a durvább járású Ford motor megbízhatóbb volt, kevesebb üzemanyagot fogyasztott és nagyobb volt a nyomatéka is. Később egy V6-os motort is kipróbáltak, szintén a Fordtól, de ehhez némileg át kellett alakítani a karosszériát, kedvezőtlen volt a fogyasztása és a nagy súlya az autó egyensúlyát is rontotta.

## Gyártási és értékesítési adatok
A sorozatgyártás 1967 októberében vette kezdetét, és 1977 áprilisáig folytatódott. 1968-ban, a gyártás első teljes évében 5986 darab készült el, míg 1969-ben 7811, ami 1970-re 7200-ra esett vissza. A következő három évben már csak 3-4000 darab Ro 80-at készítettek, majd az 1973-as olajválság miatt meredeken emelkedő üzemanyagárak tovább csökkentették a magas fogyasztású modell iránti keresletet. 1974 és 1976 között kevesebb mint 2000 modellt gyártottak le. A tízéves gyártási ciklus alatt összesen 37 398 darab készült el.